# 長野市少年科学センター
長野市少年科学センター（ながのししょうねんかがくセンター）は、長野県長野市上松二丁目の城山公園内にあった科学館。2022年3月末で閉館した。

## 概要
善光寺の東隣、城山公園内に立地する子供向けの科学館である。交通・通信・電子・宇宙・生命などの分野の体験型展示があるほか、工作教室やサイエンスショー（科学実験）などのイベントがある。
1985年（昭和60年）7月開館。エントランスには渡辺豊重によるパブリックアート作品『ピクニック』が置かれている。人と自然の関わりを赤・白・緑の配色で表現したもの。
2018年度まで8年連続で来館者が年間10万人を超え、2019年度の来館者も9万9千人余りだった。
展示物の約半数は開館当初から展示されている。そのため展示物の一部は現代の感覚からすると「古い」ものもあり、NECのPC-6000シリーズ・PC-8800シリーズなどが現役で「マイコン」体験用に使われていた。
城山公園の再整備計画により2022年3月末で廃止となった。施設は改修され、2024年7月28日に0歳児から親子で楽しめるフロアなどを設置した「ながのこども館」（愛称「ながノビ!」）が開館することになった。

## 沿革
- 1985年（昭和60年）7月28日 - 開館
- 2006年（平成18年）4月1日 - 株式会社オーエンスが指定管理者になる
- 2022年（令和4年）3月末 - 閉館[1]

## 施設

### 1階
- 特別展示台
- 第二展示室「乗り物からエレクトロニクスの世界」 - 交通・通信・ロボット・エレクトロニクス
- 実験工作室

### 地下1階
- 第一展示室「宇宙から生命エネルギーまで」 - 宇宙・生命・健康
- 天体観測室
- ゆめの劇場 - 立体映画マルチスライド
- 幼児の広場
- 冒険広場
- 学習室 - 科学雑誌等

## 営業
開館時間
9:00〜16:30
休館日
- 月曜日
- 祝日の翌日
- 年末

入館料
- 一般 - 250円
- 高校生 - 150円
- 小・中学生 - 50円

## 交通
- JR・長野電鉄長野駅善光寺口から
  - アルピコ交通（川中島バス）11・16・17系統に乗車、「深田町」下車
  - 長電バス 1〜4系統に乗車、「動物園下」下車
- 長野電鉄善光寺下駅から徒歩15分

- 駐車場 第1駐車場（科学センター前）：普通自動車約30台、自転車約60台